# Indywidualne Mistrzostwa Szwecji na Żużlu 2020
Indywidualne Mistrzostwa Szwecji na Żużlu 2020 – cykl turniejów żużlowych, mających wyłonić najlepszych żużlowców szwedzkich w sezonie 2020. Drugi tytuł w karierze zdobył Jacob Thorssell.

## Finał
- Målilla, 23 lipca 2020

| Msc. | Zawodnik                | Klub                | Pkt |             | Uwagi                         |
| ---- | ----------------------- | ------------------- | --- | ----------- | ----------------------------- |
| 1    | Jacob Thorssell         | Dackarna Målilla    | 14  | (2,3,3,3,3) | I m. w finale                 |
| 2    | Oliver Berntzon         | Dackarna Målilla    | 10  | (2,0,3,2,3) | I m. w barażu, II m. w finale |
| 3    | Pontus Aspgren          | Smederna Eskilstuna | 13  | (3,3,3,2,2) | III m. w finale               |
| 4    | Mathias Thörnblom       | Lejonen Gislaved    | 13  | (3,2,2,3,3) | IV m. w finale                |
| 5    | Daniel Henderson        | Smederna Eskilstuna | 8   | (3,1,1,1,2) | II m. w barażu                |
| 6    | Kim Nilsson             | Masarna Avesta      | 12  | (0,3,3,3,3) | III m. w barażu               |
| 7    | Jonathan Grahn          | Indianerna Kumla    | 7   | (3,2,1,0,1) | upadek w barażu               |
| 8    | Filip Hjelmland         | Elit Vetlanda       | 7   | (2,2,2,1,0) |                               |
| 9    | Linus Sundström         | Västervik Speedway  | 6   | (0,3,1,1,1) |                               |
| 10   | Ludvig Lindgren         | Indianerna Kumla    | 6   | (1,0,2,2,1) |                               |
| 11   | Joel Andersson          | Indianerna Kumla    | 6   | (1,2,0,2,1) |                               |
| 12   | Victor Palovaara        | Elit Vetlanda       | 5   | (0,0,0,3,2) |                               |
| 13   | Joel Kling              | Dackarna Målilla    | 5   | (1,1,2,1,0) |                               |
| 14   | Alexander Woentin       | Elit Vetlanda       | 4   | (1,1,0,0,2) |                               |
| 15   | Philip Hellström-Bängs  | Masarna Avesta      | 3   | (2,0,1,0,0) |                               |
| 16   | Maksymilian Bogdanowicz | Lejonen Gislaved    | 1   | (0,1,0,0,0) |                               |
|      | rez. John Lindman       |                     | ns  |             |                               |
|      | rez. Christoffer Selvin |                     | ns  |             |                               |

## Bieg po biegu
1. (60,40) Grahn, Hellström-Bängs, Woentin, Bogdanowicz
2. (59,40) Henderson, Berntzon, Kling, Palovaara
3. (58,10) Aspgren, Thorssell, Lindgren, Nilsson
4. (58,30) Thörnblom, Hjelmland, Andersson, Sundström
5. (58,30) Sundström, Grahn, Henderson, Lindgren
6. (57,80) Aspgren, Andersson, Woentin, Palovaara
7. (57,90) Thorssell, Hjelmland, Kling, Hellström-Bängs
8. (57,80) Nilsson, Thörnblom, Bogdanowicz, Berntzon
9. (57,80) Thorssell, Thörnblom, Grahn, Palovaara
10. (58,00) Nilsson, Hjelmland, Henderson, Woentin
11. (58,30) Berntzon, Lindgren, Hellström-Bängs, Andersson
12. (58,50) Aspgren, Kling, Sundström, Bogdanowicz
13. (58,70) Nilsson, Andersson, Kling, Grahn
14. (58,20) Thorssell, Berntzon, Sundström, Woentin
15. (58,90) Thörnblom, Aspgren, Henderson, Hellström-Bängs
16. (59,20) Palovaara, Lindgren, Hjelmland, Bogdanowicz
17. (58,20) Berntzon, Aspgren, Grahn, Hjelmland
18. (59,00) Thörnblom, Woentin, Lindgren, Kling
19. (58,70) Nilsson, Palovaara, Sundström, Hellström-Bängs
20. (58,60) Thorssell, Henderson, Andersson, Bogdanowicz
21. Baraż (miejsca 4-7, najlepszy do finału): (58,10) Berntzon, Henderson, Nilsson, Grahn (u)
22. Finał (miejsca 1-3 i najlepszy z barażu): (58,70) Thorssell, Berntzon, Aspgren, Thörnblom